# Estação Lyon-Perrache
Lyon-Perrache é uma estação ferroviária da cidade francesa de Lyon inaugurada em 1855. Foi projetada pelo arquiteto francês Alexis Cendrier (1803-1893) . 
É também uma das estações terminais da Linha A do Metrô de Lyon.

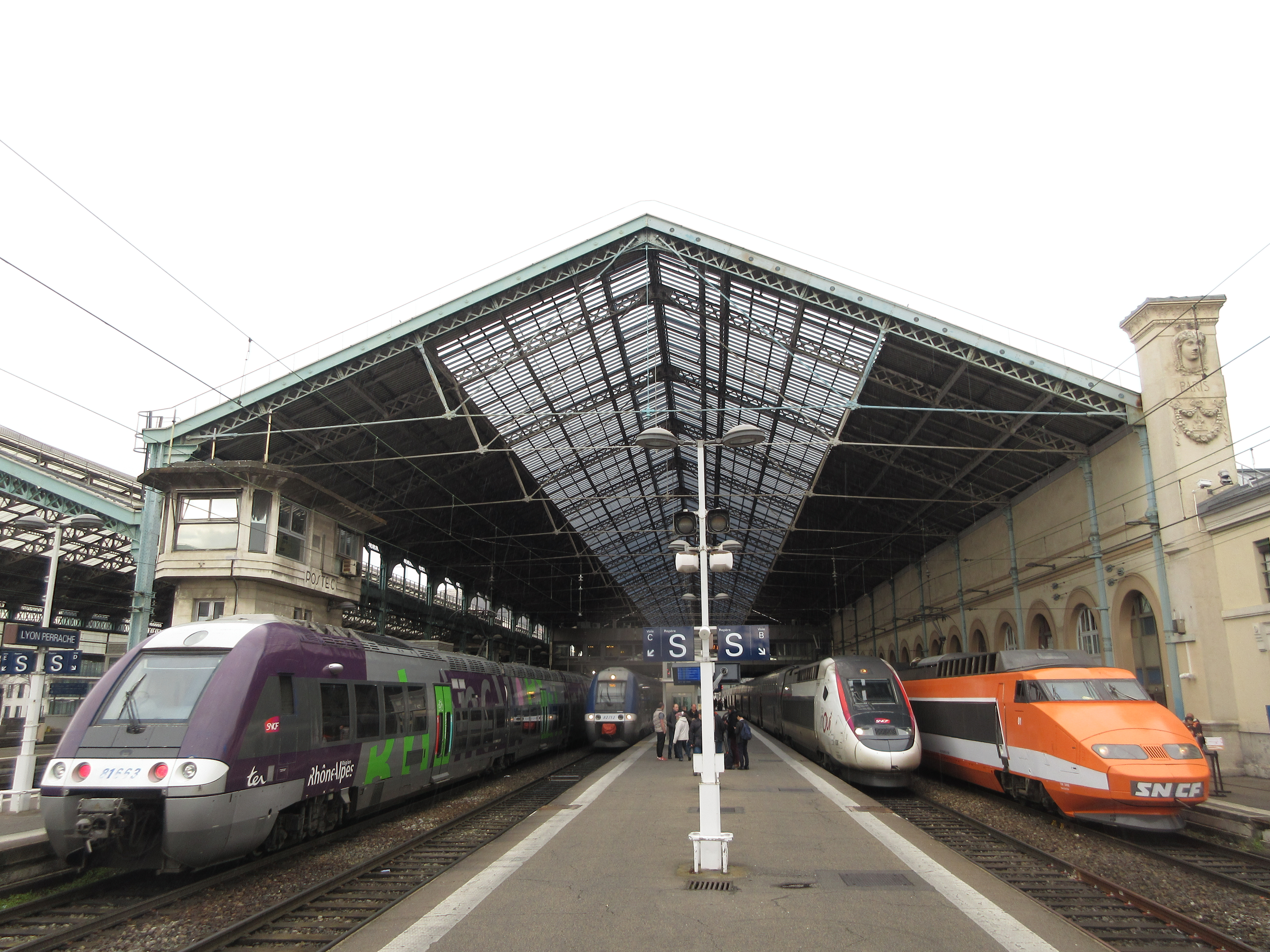
TER e TGV
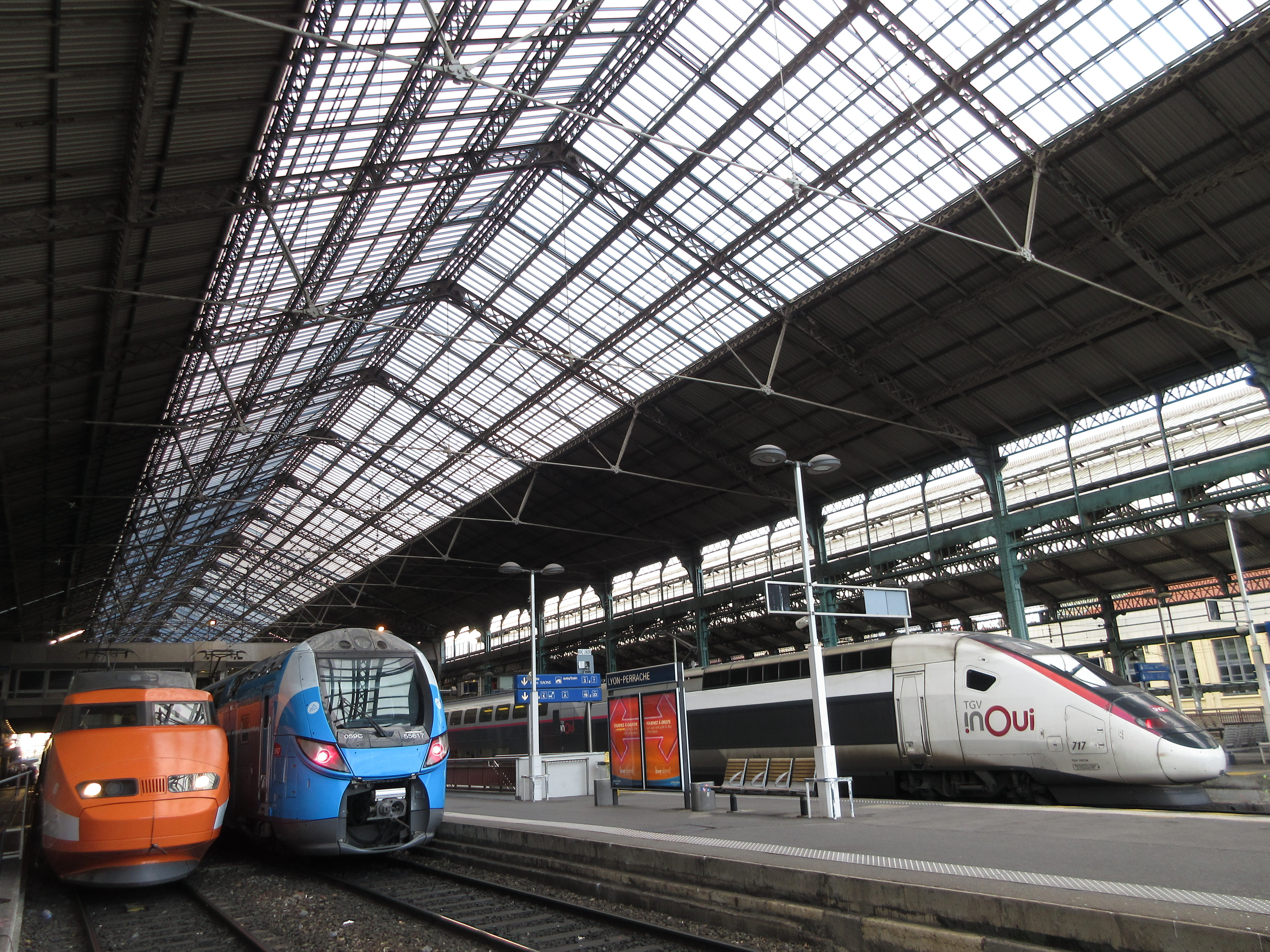
Telhado de vidro